# Buchi Emecheta
Florence Onyebuchi "Buchi" Emecheta (OBE) (Lagos, 21 de julho de 1944 – Londres, 25 de janeiro de 2017) foi uma escritora nigeriana radicada em Londres. Buchi escreveu várias peças de teatro e uma autobiografia, além de livros para crianças. Foi a autora de mais de 20 livros, incluindo Cidadã de Segunda Classe (Second Class Citizen/1974) e As alegrias da maternidade (The Joys of Motherhood/1979).
Os temas trabalhados por Buchi costumavam ser sobre a escravidão, maternidade, independência feminina e liberdade através da educação e ganharam proeminência e reconhecimento pelo meio literário. Em seus livros é comum encontrar conflitos entre tradição e modernidade.

## Biografia
Bhuci nasceu em na 1944 em Lagos, na Nigéria, de pais ibos chamados Alice (Okwuekwuhe) Emecheta e Jeremy Nwabudinke. Seu pai era trabalhador de ferrovia e por conta do preconceito de gênero, Buchi foi inicialmente mantida em casa enquanto seu irmão frequentava a escola. Depois ela conseguiu persuadir seus pais sobre os benefícios de receber uma educação igual e ela pode estudar em uma escola apenas para garotas.
Quando Buchi tinha nove anos, seu pai morreu devido à complicações resultantes de um ferimento que ele obteve em um pântamo em Burma, quando serviu para Lord Louis Mountbatten. Um ano depois, Buchi recebeu uma bolsa de estudos para estudar em uma escola metodista para garotas em Yaba, no subúrbio de Lagos, onde estudou até os 16 anos, em 1960, quando se casou com Sylvester Onwordi, a quem tinha sido prometida aos 11 anos.
Seu marido mudou-se para Londres para cursar a universidade e Buchi se juntou a ele junto com seus dois primeiros filhos em 1962. Juntos eles tiveram cinco filhos em seis anos, sendo três meninas e dois meninos. Seu casamento, porém, foi infeliz e violento. A fim de se manter sã e produtiva, Buchi escrevia em seu tempo livre. Entretanto, seu marido suspeitava de sua escrita e queimou seu primeiro manuscrito. Este seu primeiro livro foi reescrito, publicado em 1976 como The Bride Price.
Aos 22 anos, grávida do seu quinto filho, Buchi deixou o marido. Enquanto trabalhava para sustentar sozinha seus filhos filhos na biblioteca do Museu Britânico, ela obteve um bacharelado em sociologia, em 1972, pela Universidade de Londres. Posteriormente, ela receberia um doutorado pela mesma universidade em 1991.
Seus dois primeiros romances, In the Ditch (1972) e Second-Class Citizen (1975) abordam a dificuldade de ser mãe, divorciada e imigrante em Londres. Seguiram-se livros sobre a luta das mulheres africanas para na sociedade patriarcal: The Bride Price(1976), The Slave Girl (1977), Kehinde (1994) e The new tribe (2000), entre outros.

## Morte
Buchi sofreu um AVC em 2010 que a deixou parcialmente debilitada. Ela morreu em 25 de janeiro de 2017, em Londres, aos 72 anos. Ela deixou três filhos, Sylvester, Jake e Alice. Florence e Christy morreram antes dela.

## Obras

### Romances
- In the Ditch (1972)[15] (Publicado no Brasil como "No fundo do poço")
- Second-Class Citizen (1974)[15] (Publicado no Brasil como "Cidadã de Segunda Classe")
- The Bride Price (1976)[11][15] (Publicado no Brasil como "Preço de Noiva")
- The Slave Girl (1977); Prêmio Jock Campbell 1978[15]
- The Joys of Motherhood (1979)[15] (Publicado no Brasil como "As alegrias da maternidade")
- The Moonlight Bride (1981)[11]
- Our Own Freedom (com fotos de Maggie Murray; 1981)[16]
- Destination Biafra (1982)[15]
- Naira Power (1982)[11]
- Adah's Story [In the Ditch/Second-Class Citizen] (Londres: Allison & Busby, 1983).
- The Rape of Shavi (1983)[15]
- Double Yoke (1982)[6][15]
- A Kind of Marriage (London: Macmillan, 1986)
- Gwendolen (1989)[17]
- Kehinde (1994)[15]
- The New Tribe (2000)[15]

### Memórias
- Head Above Water (1984; 1986)[11][18]

### Infanto-juvenis
- Titch the Cat (ilustratções de Tam Joseph; 1979)[11][18]
- Nowhere to Play (ilustratções de Peter Archer; 1980)[15][18]
- The Wrestling Match (1981)[11]

### Roteiros
- Juju Landlord (episódio de Crown Court), Granada Television, 1975.[19][20]
- A Kind of Marriage, BBC, 1976.[15][20]
- Family Bargain, BBC, 1987.[21]